# Wheatena
 (mars 2023).
Si vous disposez d'ouvrages ou d'articles de référence ou si vous connaissez des sites web de qualité traitant du thème abordé ici, merci de compléter l'article en donnant les références utiles à sa vérifiabilité et en les liant à la section « Notes et références ».
Wheatena est une marque américaine de céréales de petit-déjeuner riches en fibre. Créée dans les années 1870 à New York par George H. Hoyt, elle est développée à partir de 1885 par le pharmacien Frank Fuller, qui en déplace la production à Akron, en Ohio. En 1903, l’entrepreneur A.R. Wendell rachète la marque, fonde The Wheatena Company puis déplace la production à Rahway, au New Jersey. Dans les années 1920, c'est l'une des marques américaines les plus populaires. Rachetée dans les années 1960 et produite à Highspire en Pennsylvanie depuis 1967, la marque est depuis 2001 la propriété du groupe de William Stadtlander Homestat Farm.